# Агентування суден
Агентування суден — надання послуг у галузі торгового мореплавства агентом, за дорученням і за рахунок судновласника від свого імені або від імені судновласника, в певному порту або на певній території.
Згідно з умовами договору морського агентування морський агент виконує наступні дії:
- виконує різні формальності, пов'язані з приходом судна в порт, перебуванням судна в порту і виходом судна з порту: сприяння в наданні судну причалу, плавзасобів (буксирів, катерів і ін.), а також лоцманського проведення;
- надає допомогу капітану судна у встановленні контактів з портовою та місцевою владою;
- захищає інтереси судновласників перед митними органами, адміністрацією портів, вантажовласниками та ін .;
- надає допомогу в організації постачання судна та його обслуговування в порту: забезпечення судна паливом (бункерування), продовольством і предметами технічного забезпечення, організація ремонту судна;
- здійснює зміну членів екіпажу судна;
- оформляє документи на вантаж і сприяє в якнайшвидшому виконанні вантажно-розвантажувальних операцій;
- інкасує суми фрахту та інші належні судновласнику суми за вимогами, що випливають з договору морського перевезення вантажу;
- оплачує за розпорядженням судновласника і капітана судна суми, що підлягають сплаті у зв'язку з перебуванням судна в порту;
- залучає вантажі для лінійних перевезень;
- здійснює збір фрахту;
- здійснює експедирування вантажу;
- здійснює інші дії в галузі морського агентування